# フェトヒ・ビュレンド (装甲艦)

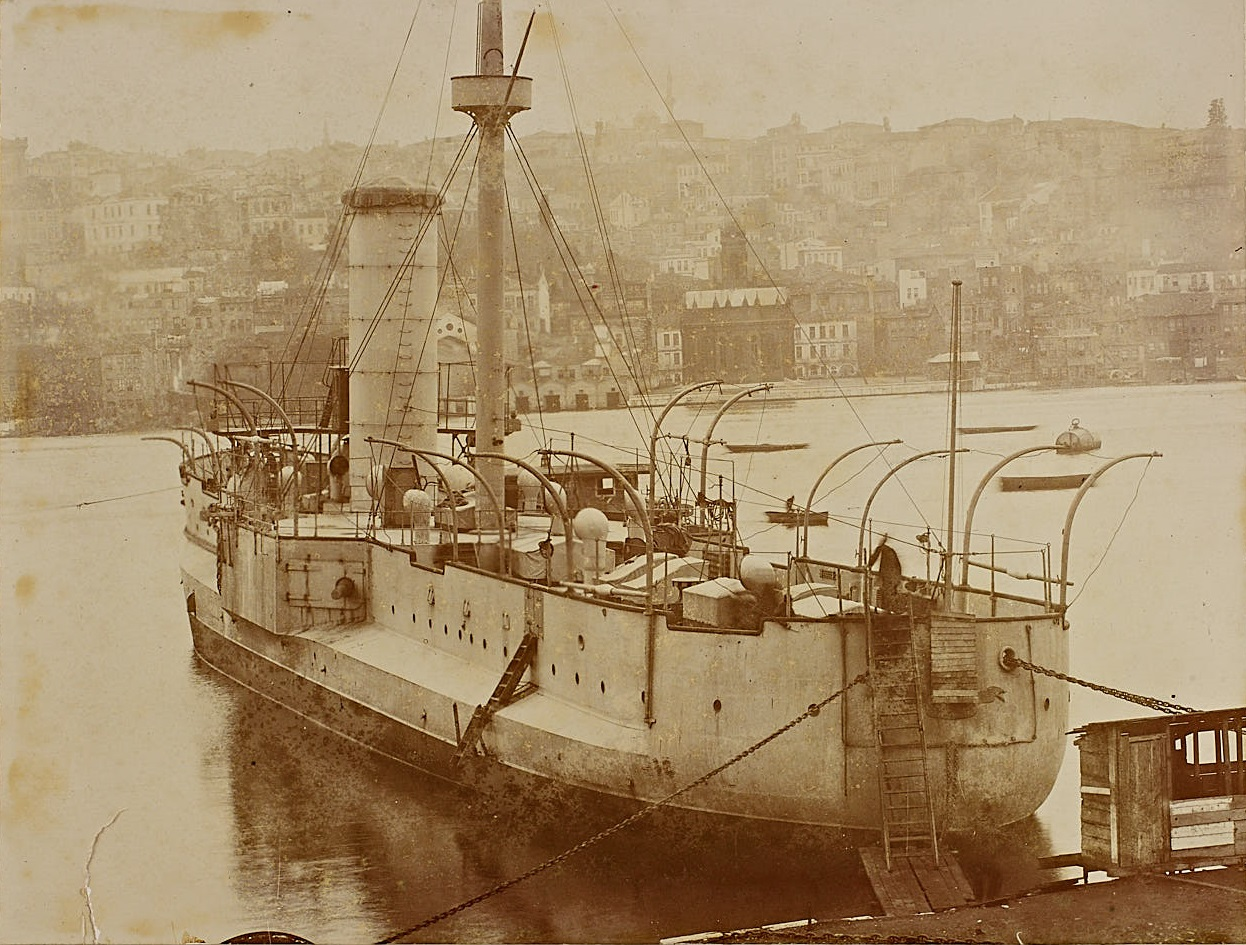

フェトヒ・ビュレンド（Feth-i Bülend）はオスマン帝国海軍の中央砲郭艦（casemate ironclad）。フェトヒ・ビュレント級。
イギリスのテムズ鉄工造船所で建造。1867年発注。1868年5月起工。1869年進水。1870年就役。
鉄製船体で、常備排水量2762t、垂線間長72.0m、幅11.9m。蒸気機関（horizontal compound expansion）1基、ボイラー（box type）6基、出力3250ihp。ボイラーは1906年に水管缶2基に換装された。公試速力13ノット。石炭搭載量300t。
装甲は装甲帯が9から6インチで端で3インチ、ケースメイトが9から6インチ。
兵装は以下のように変わっている。
- 1870年：アームストロング222mm前装砲4門
- 1882年：アームストロング222mm前装砲4門、アームストロング170mm前装砲1門、クルップ87mm後装砲2門
- 1890年：アームストロング222mm前装砲4門、クルップ87mm後装砲2門、クルップ63mm後装砲2門、ホチキス37mm回転砲2門、ホチキス25.4mm砲1門
- 1907年：クルップ40口径150mm速射砲4門、クルップ75mm速射砲6門、クルップ57mm速射砲6門
- 1911年：兵装撤去

「フェトヒ・ビュレンド」は1910年にSelanikに配置され、伊土戦争開戦時に兵装は撤去されて宿泊艦とされた。150mm砲4門、75mm砲4門と57mm砲4門はSelanikの防御施設に据え付けられ、「フェトヒ・ビュレンド」の乗員90名がその要員として配された。
第一次バルカン戦争中の1912年10月31日、「フェトヒ・ビュレンド」はギリシャの水雷艇11号の雷撃を受け、発射された魚雷3本のうち2本が命中して転覆沈没した。7名が死亡した。